# Бемроуз, Генри Хоув

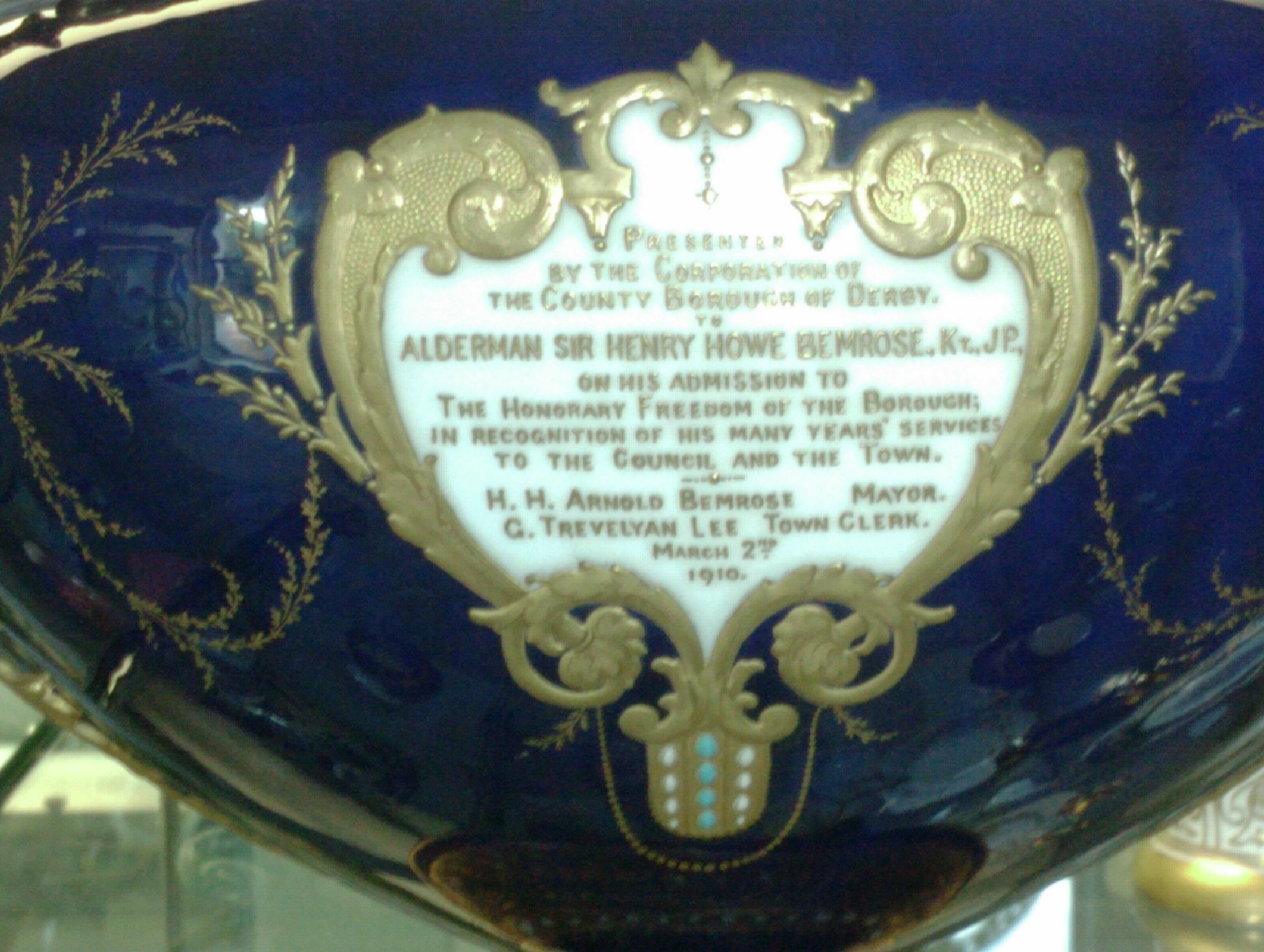
Реверс наградной чаши; из коллекции Музея и художественной галереи Дерби

Генри Хоув Бемроуз (англ. Henry Howe Bemrose) — британский печатник и публицист, мэр, член парламента от Дерби, консерватор.
Генри был первым сыном Уильяма Бемроуза; он получил образование в Школе Дерби и в Колледже короля Вильгельма на Острове Мэн.
Он и его брат Уильям Бемроуз младший в 1858 году стали партнёрами в ведении дел отцовской печатной фирмы. Он стал председателем William Bemrose & Sons, был управляющим Parr’s Derby Bank. Он вёл активную общественную жизнь, включая участие в церковных и благотворительных начинаниях. После того, как он был мэром Дерби в 1877—1878 годах, он с 1895 по 1900 был членом Парламента Великобритании от Дерби. В 1897 году он был посвящён в рыцари.
В 1854 году он вместе со своим братом запатентовал вращающуюся машину, предназначенную для создания зубцовки марок. Машина оказалась непригодна для данной задачи, но позднее её принцип был успешно использован для создания перфорации.
В 1855 году он женился на Шарлотте (Charlotte), дочери Уильяма Бриндли (William Brindley). У них был один сын и пятеро дочерей. Сын, родившийся в 1857 году, также был назван Генри, но был известен как Арнольд; в 1879 году он присоединился к семейному бизнесу. Генри Арнольд вырос до Мэра Дерби, и в 1910 году наградил своего отца Freedom of the City. В честь события была сделана фарфоровая чаша, которая сейчас хранится в Музее и художественной галерее Дерби.
После его смерти его библиотека была куплена на деньги, собранные общественностью, и расширена.